# Paranedyopus subcylindricus
Paranedyopus subcylindricus är en mångfotingart som beskrevs av Carl 1932. Paranedyopus subcylindricus ingår i släktet Paranedyopus och familjen orangeridubbelfotingar. Inga underarter finns listade i Catalogue of Life.